# Ганс Фонтрон
Ганс Фонтрон (нім. Hans Vonthron, ? — 1989) — швейцарський футболіст, який грав наприкінці 1930-х та у 1940-х роках. Виступав на позиції півзахисника.

## Клубна кар'єра
Фонтрон грав за «Конкордію» (Базель) щонайменше з 1935 року. В 1937 році перейшов у клуб «Янг Фелловз» (Цюрих). «Янг Фелловз» вдруге брав участь у Кубку Мітропи. Команда одразу ж вилетіла в 1/8 фіналу, але змогла нав'язати боротьбу більш статусній «Вієнні» з Австрії. У віденському матчі «Янг Фелловз» вів у рахунку, але все-таки програв 1:2. В матчі-відповіді швейцарці здобули перемогу 1:0 завдяки голу Лайоша Палі. Переможця дуелі мав визначити додатковий матч. Австрійці не наполягали на нейтральному полі і погодились провести цей поєдинок у Цюриху через два дні після попереднього. Більш досвідченні гості з Відня перемогли з рахунком 2:0 і пройшли далі. В сезоні 1937-38 зіграв за «Янг Фелловз» 4 матчі в чемпіонаті, після чого повернувся до «Конкордії».
Приєднався до першої команди «Базеля» під час сезону 1940-1941, коли команда грала в Другому дивізіоні під керівництвом граючого тренера Ойгена Рупфа. Дебютував Ганс у лізі за свій новий клуб у домашній грі 15 вересня 1940 року, коли «Базель» виграв з рахунком 3:1 «Бірсфельден». Свій перший гол за клуб він забив 4 травня 1941 року в гостьовому матчі проти тих же суперників в останній грі сезону. «Базель» виграв гру з рахунком 3:1 і ця перемога забезпечила команді путівку в плей-оф за підвищення в класі. Але в плей-офф «Базель» зазнав поразки від «Невшателя» і зіграв внічию з «Цюрихом». Таким чином, обоє суперників отримали підвищення, а Базель залишився в Другому дивізіоні.
Наступного року «Базель» успішно розпочав чемпіонат 1941-1942 років і завершив сезон переможцем групи Схід. В плей-оф команда грала проти переможця групи Захід «Берну». Перший матч на виїзді завершився нульовою нічиєю. «Базель» переміг у другому матчі вдома на «Ландгофі» з рахунком 3:1 і отримав підвищення. Фонтрон зіграв майже у всіх іграх чемпіонату та кубка. «Бірсфельден» знову виявився одним із улюблених суперників Фонтрона. У матчі чемпіонату 9 листопада, а також у кубковій грі 7 грудня Ганс зміг забити по голу. У кубку «Базель» дійшов до вирішального матчу: в півфіналі переміг Гренхен (0:0, 2:0), а у фіналі зіграв у нульову нічию з «Грассгоппером». 25 травня 1942 року на стадіоні «Ванкдорф» відбулось перегравання фіналу. «Базель» вів у рахунку до перерви завдяки двом голам Фріца Шмідліна, але два голи Грубенманна і третій Нойкома принесли «Грассхопперу» перемогу з рахунком 3:2.
З 1940 по 1948 рік Фонтрон провів за «Базель» 206 ігор, забив 19 голів. 147 з цих ігор були в чемпіонаті, 35 у Кубку Швейцарії та 24 товариські. Забив 12 голів у лізі, п'ять у кубку, а інші два в товариських поєдинках.
Крім футболу, мав цивільну професію, торгував мазутом і вугіллям.

## Статистика виступів

### Статистика виступів у Кубку Мітропи
| №                      | Розіграш               | Стадія                 | Дата та місце проведення | Команда 1              | Рахунок | Команда 2    | Голи |
| ---------------------- | ---------------------- | ---------------------- | ------------------------ | ---------------------- | ------- | ------------ | ---- |
| 1                      | 1937                   | 1/8                    | 13.06.1937 Відень        | Ферст Вієнна           | 2:1     | Янг Фелловз  |      |
| 2                      | 1937                   | 1/8                    | 27.06.1937 Цюрих         | Янг Фелловз            | 1:0     | Ферст Вієнна |      |
| 3                      | 1937                   | 1/8 дод.               | 29.06.1937 Цюрих         | Янг Фелловз            | 0:2     | Ферст Вієнна |      |
| Всього в Кубку Мітропи | Всього в Кубку Мітропи | Всього в Кубку Мітропи | Всього в Кубку Мітропи   | Всього в Кубку Мітропи | 3       |              | 0    |

## Титули і досягнення
- Фіналіст Кубка Швейцарії (1):

«Базель»: 1941-1942
- Переможець другого дивізіону чемпіонату Швейцарії (1):

«Базель»: 1941-1942